# Období Nanbokučó

Konkurenční mocenská centra v době Nanbokučó

Období Nanbokučó (japonsky: 南北朝時代, Nanbokučó-džidai), také nazývané období Severní a Jižní dynastie nebo období Jošino, je období dějin Japonska mezi lety 1336 až 1392, které se časově překrývá s prvními desetiletími období Muromači. Během této doby existoval Severní císařský dvůr založený Ašikagou Takaudžim v Kjótu a Jižní císařský dvůr založený císařem Go-Daigem v Jošinu.
Konkurenční císařské dvory spolu bojovaly po následujících 50 let, dokud v roce 1392 Jižní dvůr nekapituloval. I přesto jsou dnes za legitimní císaře Japonska považováni císařové Jižního dvora, protože měli po celou dobu ve svém držení císařské regálie.

## Císařové Jižního dvora
- císař Go-Daigo「後醍醐天皇」(1288–1339, vládl 1318–1339)
- císař Go-Murakami「後村上天皇」(1328–1368, vládl 1339–1368)
- císař Čókei「長慶天皇」(1343–1394, vládl 1368–1383)
- císař Go-Kamejama「後亀山天皇」(1347–1424, vládl 1383–1392)

## Císařové Severního dvora
- císař Kógon「光厳天皇」(1313–1364, vládl 1331–1333)
- císař Kómjó「光明天皇」(1322–1380, vládl 1336–1348) *
- císař Sukó「崇光天皇」(1334–1398, vládl 1348–1351)
- mezivládí 26. listopadu 1351 až 25. září 1352
- císař Go-Kógon「後光厳天皇」(1338–1374, vládl 1352–1371) *
- císař Go-En'jú「後円融天皇」(1359–1393, vládl 1371–1382) *